# Радошинка (село)
Радошинка (укр. Радошинка) — село в Сошичненской сельской общине Камень-Каширского района Волынской области Украины.
Население по переписи 2001 года составляет 245 человек. Почтовый индекс — 44573. Телефонный код — 3357. Занимает площадь 1,767 км².